# Гюлебирд
Гюлебирд (азерб. Güləbird) — село в одноимённой административной единице Лачинского района Азербайджана, расположенное на предгорье, в 18 км по прямой и в 36 км к югу от города Лачын, на правом берегу реки Хакари.

## Топонимика
Село изначально называлось Карачанлы и носило наименование поселившегося здесь племени карачанлы. Позднее село было названо Гюлебирд по наименованию расположенной поблизости крепости Гюлебирд, известной в народе как Говуркала. Название крепости Гюлебирд означает «гыльская крепость», «крепость, принадлежащая гелям».

## История
В период Российской империи село входило в состав Зангезурского уезда Елизаветпольской губернии.
В советские годы село было центром одноимённого сельсовета Лачинского района Азербайджанской ССР. В селе были расположены средняя школа, дом культуры, библиотека, больница, пункт связи.

### Карабахский конфликт
В результате Первой карабахской войны в мае 1992 года село перешло под контроль непризнанной Нагорно-Карабахской Республики и согласно её административно-территориальному делению вошло в состав Кашатагского района.
В ходе возобновившегося осенью 2020 года вооружённого конфликта в Нагорном Карабахе подразделения азербайджанской армии значительно расширили контролируемые территории. 22 октября в социальных сетях стали распространяться снятые азербайджанскими военными два видеоролика, которые, как утверждают их авторы, сняты в одном и том же месте на дороге в селе Гюлебирд, где бронетранспортер азербайджанцев подорвался на мине, и перед ним встала небольшая колонна техники. Министерство обороны Азербайджана не комментировало эти видео, однако по словам русской службы BBC, некоторые черты заявленного места съемки в Гюлебирде совпадают с тем, что видно на карте.
9 ноября 2020 года президент Азербайджана Ильхам Алиев объявил о взятии села под контроль азербайджанской армии.

### Современный период
14 февраля 2021 года село посетил президент Азербайджанской Республики Ильхам Алиев, поднял в селе флаг Азербайджана, а также принял участие в открытии разрушенной после Первой карабахской войны Гюлябирдской гидроэлектростанции мощностью 8 мегаватт. Это — первая электростанция, сданная в эксплуатацию после Второй карабахской войны.
Построен магистральный водопровод протяжённостью 4,36 км.

## Население
По данным издания «Административное деление АССР», подготовленного в 1933 году Управлением народно-хозяйственного учёта Азербайджанской ССР (АзНХУ), по состоянию на 1 января 1933 года в селе Гюлабирд, входившем в состав Гюлабирдского сельсовета Лачинского района Азербайджанской ССР, было 27 хозяйств и проживало 91 жителей. 81,2% населения сельсовета составляли азербайджанцы (в источнике — «тюрки»).
На 1981 год в селе проживало 1263 человека. Население села занималось животноводством, возделыванием пшеницы и овощеводством.

## Памятники культуры
В селе была расположена тюрбе.
На кладбище села была расположена могила азербайджанского ашуга Сары Ашуга, жившего в XVII веке. В 1927 году археологи вскрыли склеп и установили, что захоронение действительно относится к XVII веку. Могила была изучена археологами также в 1935 году. После перехода в 1992 году Лачинского района под контроль армянских сил в результате Первой карабахской войны, мавзолей ашуга и установленный в 1989 году памятник были разрушены. Министерство культуры Азербайджана обвинило Армению также в разрушении мемориального музея Сары Ашуга в селе Гюлебирд.
Тюрбе Сары Ашуга, а также расположенные на территории села Гюлебирд пещерная крепость XV века, три каменные фигуры в форме лошади (две с арабской надписью, одна из которых относится в XVII веку) и мемориальный музей Сары Ашуга в 2001 году распоряжением Кабинета Министров Азербайджана получили статус «памятников истории и культуры национального значения».